# アゴメラチン
アゴメラチン（Agomelatine）は、ノルアドレナリン・ドパミン脱抑制薬(NDDI)と呼ばれる抗うつ薬の一つである。2009年2月24日にEUで承認されて、Servier Laboratories社からValdoxanの商品名で発売されている。2010年にはオーストラリアでも承認された。主にメラトニン受容体に作用し、セロトニン受容体にも作用する。
アメリカ合衆国でも臨床試験が行われたが、2011年を以て中止された。日本では認可されていない。

## 薬理

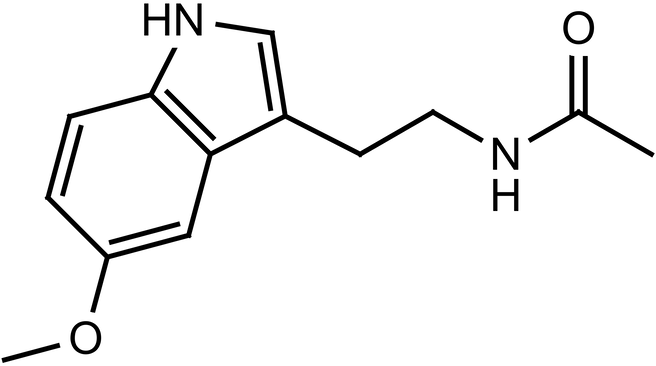
メラトニンの構造式。
このインドール環を置換したものがアゴメラチンである。

本剤はミルタザピンやSNRIのようなデュアルアクション（2つ以上の作用機序にて初めて効果を発現する）によって効果を発現する。
アゴメラチンはメラトニンMT1,2アゴニストであり、セロトニン5-HT2B,2Cアンタゴニストである。

セロトニン5-HT2アンタゴニストは、青斑核と腹側被蓋野にそれぞれ介在する抑制性ニューロンを抑制し、前頭前皮質へと投射されるドパミンとノルアドレナリン神経系を脱抑制する。
MT1,2アゴニストは睡眠の改善を計ることができるとされる。

また、MTアゴニストはサイトカインの調節や活性酵素の中和などを介して、うつ病の精神免疫障害仮説によりうつ病を改善させる可能性が臨床試験により検証されている。

しかし、5-HT2Aアンタゴニストと同じで、MTアゴニスト単体では抗うつ作用が十分ではなかったが、2つを統合させたアゴメラチンは優れた抗うつ作用を有していることから、相乗して抗うつ作用を発現しているとされる。